# 極限Dreamer
『極限Dreamer』（きょくげんドリーマー）は、日本の音楽ユニットSCREEN modeの4枚目のシングル。2015年1月28日にLantisから発売された。

## 概要
- 前作『アメイジング ザ ワールド』から約2ヶ月ぶりのシングル。
- 今作には『アーティスト盤』と『アニメ盤』の2種類が発売され、アーティスト盤には本曲のMusic Clip DVDが同梱されている。
- オリコンチャートでは初登場33位に登場し、自身最高売り上げを記録した。

## 収録曲
アーティスト盤 / アニメ盤
1. 極限Dreamer [3:41]
  - 作詞:勇-YOU- 作曲・編曲:雅友

UHFアニメ『夜ノヤッターマン』オープニングテーマ。
2. Bloody Rain [4:20]
  - 作詞:勇-YOU-、RUCCA 作曲・編曲:太田雅友

PlayStation Vita用ゲーム『黒蝶のサイケデリカ』オープニングテーマ。
3. One! [4:38]
  - 作詞:勇-YOU- 作曲・編曲:雅友

DVD（アーティスト盤のみ）
「極限Dreamer」Music Clip